# Schaeffersheim
Schaeffersheim is een gemeente in het Franse departement Bas-Rhin (regio Grand Est) en telt 706 inwoners (1999). De plaats maakt deel uit van het arrondissement Sélestat-Erstein.

## Geografie
De oppervlakte van Schaeffersheim bedraagt 4,0 km², de bevolkingsdichtheid is 176,5 inwoners per km².
De onderstaande kaart toont de ligging van Schaeffersheim met de belangrijkste infrastructuur en aangrenzende gemeenten.

## Demografie
Onderstaande figuur toont het verloop van het inwonertal (bron: INSEE-tellingen).